# Pavel Štěpánek (lékař)
Pavel Štěpánek, celým jménem Pavel Václav Antonín Maria Štěpánek (5. října 1939 – 2. října 2000, Česká Třebová) byl český internista, pneumolog a politický kandidát. 

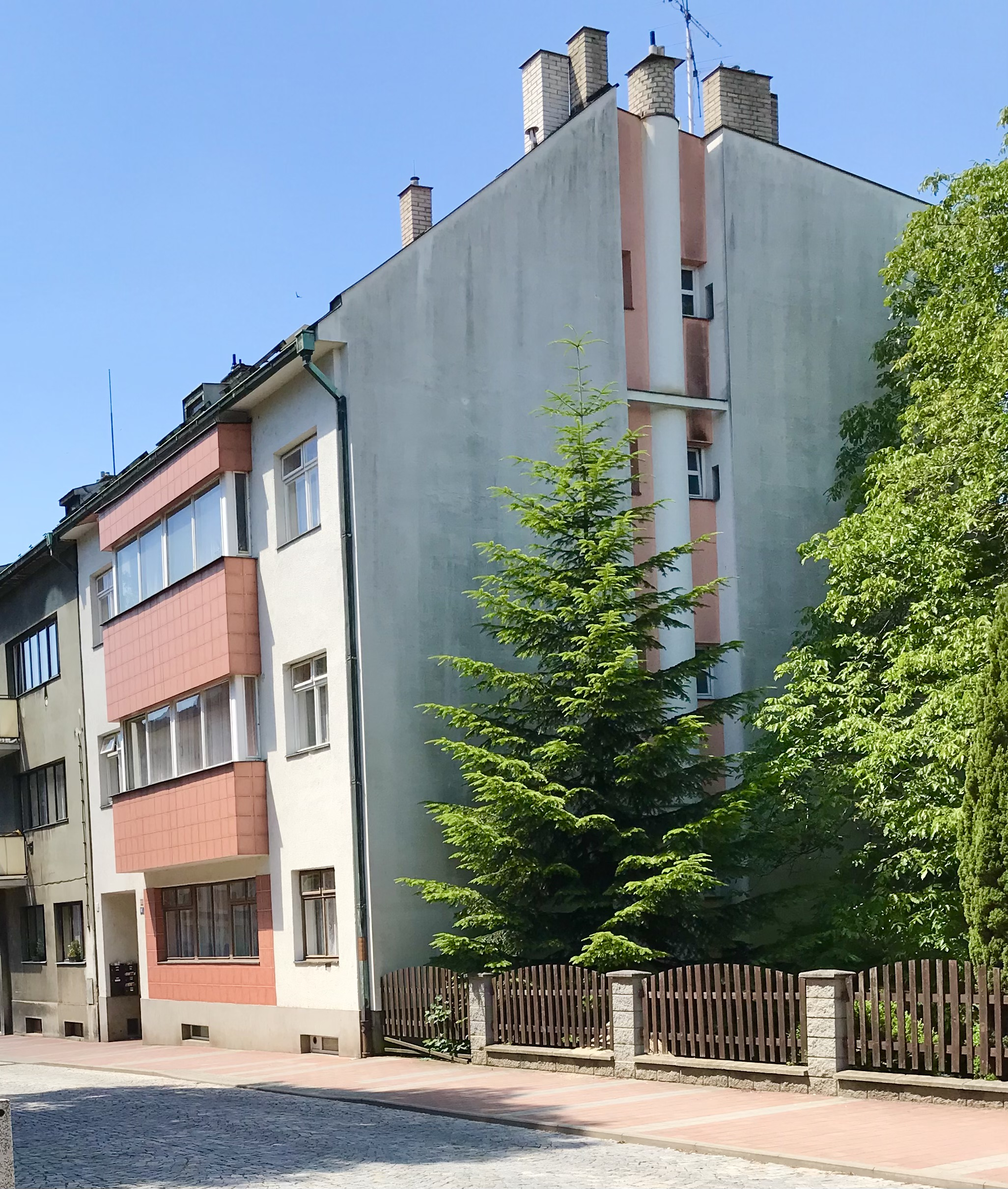
Dům MUDr. Štěpánkových v České Třebové dle návrhu architekta Josefa Poláška

## Život
Narodil se 5. října 1939, vystudoval gymnázium v České Třebové, kde strávil své mládí v lékařské rodině. Po maturitě zahájil studium na Lékařské fakultě Masarykovy univerzity, kde byl promován roku 1962 všeobecným lékařem. Oženil se s lékařkou, rovněž absolventkou brněnské Lékařské fakulty, MUDr. Marií Štěpánkovou a společně s ní vychoval čtyři děti. Byl praktikující katolík, což mu přinášelo ústrky ze strany komunistických orgánů. Prakticky celý svůj život strávil v rodinném domě v České Třebové, postaveném podle návrhu funkcionalistického architekta Josefa Poláška.
Jako mladý lékař nastoupil do tuberkulózní léčebny v Žamberku, v roce 1965 začal pracovat na poliklinice v Ústí nad Orlicí. Postupně byl atestován v oborech interního lékařství, plicního a posudkového lékařství Svému základnímu oboru - lékař pro choroby plicní - věnoval celých 35 let. V roce 1979 začal externě vyučovat (například patologii) na ústecké Střední zdravotnické škole. Za dlouholetou kvalitní a obětavou práci ve prospěch Střední zdravotnické školy obdržel k 20. výročí založení SZŠ pamětní plaketu městské rady v Ústí nad Orlicí. Po sametové revoluci působil též jako revizní lékař Všeobecné zdravotní pojišťovny.
Ve svobodných volbách do zastupitelstva města Česká Třebová roku 1990 obdržel jako kandidát za Občanské fórum rekordních 6181 hlasů (v České Třebové trvale žije kolem 15 tisíc obyvatel). Rozhodl se však nadále věnovat svému lékařskému povolání a odmítl post starosty. Byl ale i tak aktivním členem městské rady a i v dalších volbách získal opět velkou důvěru občanů.
Zemřel 2. října 2000 ve věku 60 let v rodinném domě v České Třebové. Pochován je v rodinném hrobě na hřbitově v České Třebové.